# Mauvilly
Mauvilly é uma comuna francesa na região administrativa da Borgonha-Franco-Condado, no departamento de Côte-d'Or. Estende-se por uma área de 15,4 km². Em 2010 a comuna tinha 71 habitantes (densidade: 4,6 hab./km²).